# Tarasivka, Bobrîneț
Tarasivka (în ucraineană Тарасівка) este localitatea de reședință a comunei Tarasivka din raionul Bobrîneț, regiunea Kirovohrad, Ucraina.

## Demografie
Componența lingvistică a localității Tarasivka
     Ucraineană (95,99%)
     Rusă (2,61%)
     Română (1,22%)
     Alte limbi (0,17%)
Conform recensământului din 2001, majoritatea populației localității Tarasivka era vorbitoare de ucraineană (95,99%), existând în minoritate și vorbitori de rusă (2,61%) și română (1,22%).